# Kuldesh Johal
Kuldesh Johal (ur. 25 września 1980 w Huddersfield, Anglia) – angielski snookerzysta.

## Kariera amatorska
W sezonie 2006/2007 brał udział w cyklu turniejów International Open Series. Wygrał wtedy turniej IV pokonując w finale Lee Walkera 6-4.
W sezonie 2007/2008 również brał udział w cyklu turniejów PIOS. W tym sezonie z kolei wygrał turniej II pokonując Andrew Pagetta 6-4, oraz turniej VI pokonując w finale Simona Bedforda 6-5. Na koniec tego sezonu uplasował się na pierwszym miejscu w rankingu PIOS, zdobywając rekordową liczbę 1070 punktów.

## Kariera zawodowa
Kuldesh Johal w gronie profesjonalistów grywa od 2002 roku.
Dzięki zdobyciu pierwszego miejsca w rankingu PIOS w sezonie 2007/2008, znów otrzymał możliwość gry wśród najlepszych w sezonie 2008/2009. Najlepszy występ zawodnika w tym sezonie miał miejsce podczas kwalifikacji do UK Championship 2008, gdzie doszedł do trzeciej rundy kwalifikacji pokonując Aditya Mehta 9-5 oraz Paula Daviesa 9-5, ulegając zaś Michaelowi Holtowi 5-9. W całym sezonie rozegrał 14 pojedynków, z których wygrał 6, przegrał zaś 8.
Po raz trzeci do grona najlepszych snookerzystów dostał się w sezonie 2010/2011, dzięki wygranej w English Pro Ticket Tour Play Offs w 2009 roku.

### Sezon 2010/2011
W kwalifikacjach do turnieju Shanghai Masters 2010 odpadł już w pierwszej rundzie ulegając Jamie Jonesowi 2-5.

## Statystyka zwycięstw

### Amatorskie
- Pontins Autumn Pro-Am, 2000
- International Open Series 2006/2007 – Turniej IV
- International Open Series 2007/2008 – Turniej II
- International Open Series 2007/2008 – Turniej VI
- English Pro Ticket Tour Play Offs, 2009